# Hanferdfloh
Der Hanferdfloh (Psylliodes attenuatus), auch Hopfenerdfloh, ist eine Erdflohart. Die Erdflöhe gehören zur Familie der Blattkäfer (Chrysomelidae).
In der Landwirtschaft wird er wie die meisten Erdfloharten als Schädling angesehen. Er frisst an den beiden miteinander verwandten Pflanzen Hanf (Cannabis sativa) und Hopfen (Humulus). Er ist auch auf Brennnesseln anzutreffen.
Im Mai und Juni legen die Käfer Eier in den Boden und sterben spätestens bis Juli. Die Larven und Puppen bleiben 7 bis 10 Wochen im Boden.

## Aussehen
Für das Äußere kennzeichnend ist die eiförmig gewölbte, schlanke Form. Der Käfer ist 2 bis 2,8 mm lang und 1 bis 1,4 mm breit. Die Oberseite ist metallisch grün bis bronzefarben, das Flügeldeckenende ist gelbrot bis erzgrün glänzend. Antennen und Beine sind gelbrot. Die vorderen und mittleren Schenkel sind in der Basalhälfte braun, die hinteren Schenkel sind pechbraun und haben Metallglanz.
Die Gattung der Erdflöhe verfügt über zwei zehngliedrige Antennen. Der Halsschild hat kein eingetieftes Längsfältchen am Basalrand und auch keinerlei Querfurche. Auf den Flügeldecken befinden sich kräftig gepunktete, regelmäßige Linien.

## Schadbild
Bei Hanf richten die Käfer Schaden an, indem sie Fasern oder Blüten anfressen. Die unterbrochenen Fasern bilden verstärkt Lignin und es entstehen Verästelungen. Dadurch wird die Faser brüchig und für Textilien unbrauchbar. Die Fraßschäden können den Wert der Fasern bis zu 100 % mindern.
Bei Hopfen fressen sie das Blattgewebe, sodass die Blätter bei starkem Befall durchlöchert oder sogar skelettiert erscheinen. Auch werden die Seitensprosse und Tragblätter im Blütenstand angefressen und dadurch geschädigt.